# Kaemis carnicus
Kaemis carnicus là một loài nhện trong họ Dysderidae.
Loài này thuộc chi Kaemis. Kaemis carnicus được Fulvio Gasparo miêu tả năm 1995.